# Trabajo de campo en el sexo ucraniano
Trabajo de campo en el sexo ucraniano, en inglés Fieldwork in Ukrainian Sex es una novela de 1996 de Oksana Zabuzhko. Causó gran controversia entre críticos y lectores. Esta innovadora y compleja escritura feminista supuso una nueva experiencia para los lectores y la comunidad intelectual ucraniana. En una encuesta de 2006, la novela fue reconocida como la de mayor impacto en la sociedad ucraniana durante los 15 años de independencia. La traducción al inglés corrió a cargo de Halyna Hryn y se publicó en 2011. Actualmente es la obra de nueva prosa ucraniana más traducida en todo el mundo, con traducciones disponibles en 15 idiomas. A menudo se incluye en las listas de lectura y se considera un clásico moderno de la literatura de Europa del Este.

## Trama
En el centro de la trama está la poetisa ucraniana Oksana y su amante, un artista y escultor ucraniano, al que llaman "Mykola K". Oksana cuenta la historia de su relación con Mykola, intercalando episodios de la vida de su familia y amigos. De vez en cuando divaga con algunos temas de la nueva historia ucraniana, la esencia del amor y la pasión, la identidad de los ucranianos y, en particular, las mujeres ucranianas.
Oksana conoció a Mykola en Lutsk en un festival. Él le ofreció a Oksana mostrarle la arquitectura local, pero ella rechazó inicialmente la oferta considerándolo un "tipo barato". Sin embargo, a pesar del mal presentimiento, se marchó con Mykola. Ambos pasaron la noche en el estudio del artista. Así comenzó la historia de su relación, que duró todo el otoño. La nueva relación hizo sufrir a menudo a Oksana por la despreocupación de su amante, sus duras palabras y su evasión. Sin embargo, era su primer amor, que hablaba un ucraniano excelente y con el que tenía intereses comunes.
Al cabo de tres meses, Oksana recibió una invitación para dar clases en Cambridge, Estados Unidos. Poco después de comunicarle la noticia a Mykola, se produjo un incendio en la casa donde pasaba el tiempo con sus amigos. Oksana sospechó que Mykola lo había provocado y se ofreció a irse con ella a Estados Unidos, pero él se negó.
Durante su estancia en el extranjero, Oksana se sintió sola, angustiada por la sensación de que Mykola moriría en un accidente de coche (algo que ya había estado a punto de ocurrir varias veces). Empezó a ir a la piscina y a la biblioteca para evitar los pensamientos negativos, pero no sirvió de nada. Al final del invierno, Oksana se enteró por una amiga de que un amigo común había muerto en un accidente. Eso la hizo profundizar en sus pensamientos sobre la vejez, empezó a notar signos de envejecimiento en sí misma a pesar de que sólo tenía 34 años. Tras largas contemplaciones sobre la tragedia, Oksana consiguió ponerse en contacto telefónico con Mykola. Resultó que había tenido un accidente y se había roto las costillas. Mark, un amigo de Oksana, se ofreció a ayudar a trasladar a Mykola a Estados Unidos y a buscarle un taller.
Aunque Oksana y Mykola acabaron conociéndose después de todos los desafortunados accidentes, su vida juntos en Estados Unidos no fue muy larga. La pareja discutía constantemente y, finalmente, Mykola, que se quedó sin dinero, abandonó a Oksana.
Al final, ella admite que su amor por Mykola mereció la pena, ya que sólo las personas libres pueden amar, y el amor libera del miedo. Su amiga estadounidense Donna comentó su historia diciendo que "los hombres de Europa del Este son muy groseros, pero al menos tienen pasión, pero ¿qué tienen los nuestros? ...".

## Estilo de escritura
Zabuzhko comentó el hecho de que la novela fuera autobiográfica como una posición de principio de la autora: "¿Por qué di a mi personaje mi propio nombre y biografía? Esto significa que, como autor, soy responsable de la autenticidad de la experiencia que se expresa en la obra. Le digo al lector que lo interprete con seriedad. Al fin y al cabo, yo también soy un producto de la literatura ucraniana con toda su crianza, así que intenté abrirme camino en mí mismo, eliminar ciertos tabúes a la hora de decir ciertas cosas de las que nunca se hablaba".  El estilo de escritura de Zabuzhko en la novela es principalmente un largo monólogo del narrador que contiene tanto lenguaje coloquial, y poético (la obra contiene fragmentos de poemas de Zabuzhko y de muchos otros autores ucranianos). El largo monólogo del narrador se interrumpe a veces para dirigirse a un público ficticio: "Señoras y señores". En general, el lenguaje del protagonista se caracteriza por frases largas y complejas, con muchas complicaciones y signos de puntuación. Algunas frases pueden extenderse a lo largo de una página entera o incluso más. Los monólogos de la novela están construidos de tal forma que el narrador aparece en ellos tanto en primera como en segunda y tercera persona. 

## Temas
La autora se interesa por dos temas: la identidad de una mujer y la identidad nacional. La novela se centra en la autoconciencia nacional ucraniana y en los pensamientos de la autora sobre la falta de lectura de la literatura ucraniana, sobre la falta de realización en el para él pueblo ucraniano. Oksana, en la voz de su héroe, admite que si hubiera escrito, por ejemplo, en ruso o en inglés, sus libros no estarían desde hace años en las estanterías de las librerías de Kiev. Una persona en una sociedad poscolonial experimenta miedo y "exponer el cuerpo" es una liberación del miedo. Oksana Zabuzhko presenta un nuevo concepto de la sexualidad y la personalidad de una mujer, que se formó sobre puntos de vista feministas.  En su obra, la escritora creó un nuevo tipo de personaje femenino que es una intelectual y se enfrenta a diferentes cuestiones de género. El personaje es una intelectual, una mujer independiente y autosuficiente, capaz de hablar.

## Reseñas
- Berbenuik , Brianna (2015). Todos somos de los campos: Una revisión del trabajo de campo de Oksana Zabuzhko en el sexo ucraniano --- Brianna Berbenuik.[5]
- Numéro Cinq. http://numerocinqmagazine.com/2012/02/22/we-are-all-from-the-camps-a-review-of-oksana-zabuzhkos-fieldwork-in-ukrainian-sex-brianna-berbenuik/